# بيئة سياسية

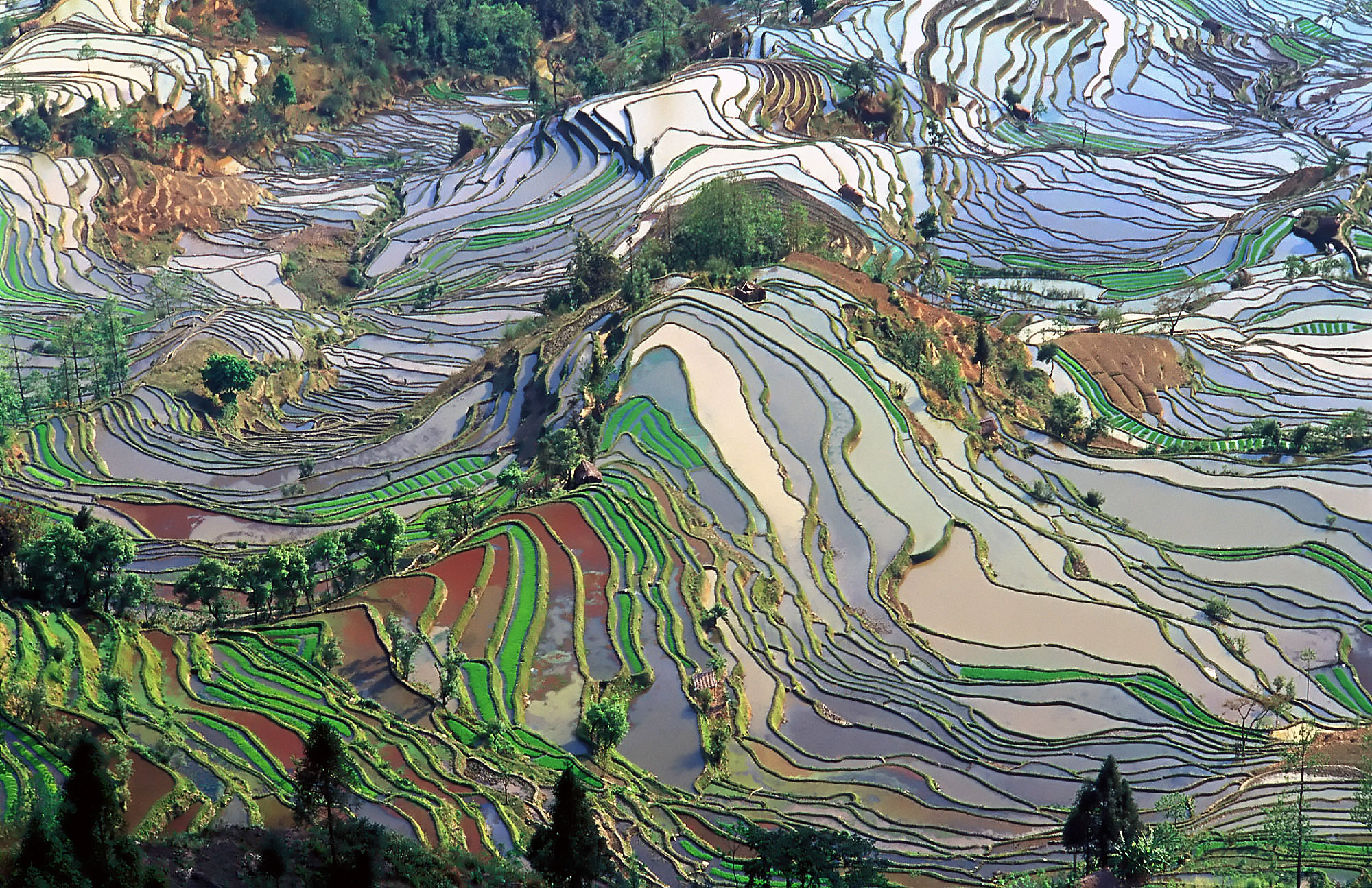
تدرس البيئة السياسية التفاعل المعقد بين الاقتصاد والسياسة والتكنولوجيا والتقاليد الاجتماعية والبيئة البيولوجية. هذه حقول الأرز المدرجة في يونان، الصين دليل على كيفية تشكيل البيئة من قبل الاقتصاد والمجتمع.

البيئة السياسة (بالإنجليزية: Political ecology)‏، هي دراسة العلاقات بين العوامل السياسية والاقتصادية والاجتماعية مع القضايا والتغيرات البيئية. تختلف البيئة السياسية عن الدراسات الإيكولوجية غير السياسية عن طريق تسييس القضايا والظواهر البيئية.
ويقدم الانضباط الأكاديمي دراسات واسعة النطاق تدمج العلوم الاجتماعية الإيكولوجية مع الاقتصاد السياسي. في موضوعات مثل التدهور والتهميش والصراع البيئي والحفظ والسيطرة والهويات البيئية والحركات الاجتماعية.

## النشأة
يُعد فرانك ثون أول من صاغ مصطلح «البيئة السياسية» في مقال نشره عام 1935. وقد استُخدم على نطاق واسع منذ ذلك الحين في سياق الجغرافيا البشرية وعلم البيئة البشرية، ولكن دون تعريف منهجي. أحيا عالم الإنسان إريك وولف هذا المصطلح مرة ثانية عام 1972 في مقال عنوانه «البيئة السياسية والملكية»، إذ ناقش كيف تتوسط القواعد المحلية للملكية والإرث «بين الضغوط الناشئة عن المجتمع الأكبر ومقتضيات النظام البيئي»، لكنه لم يطور المفهوم أكثر من ذلك. تشمل الأصول الأخرى أعمالًا مبكرة أخرى لإريك وولف، ومايكل جيه واتس، وسوزانا هيتشت، وغيرهم في سبعينيات وثمانينيات القرن العشرين.
نشأت أصول البيئة السياسية في سبعينيات وثمانينيات القرن العشرين عن تطور الجغرافيا التنموية والبيئة الثقافية، وتحديدًا أعمال بييرس ماكليود بلايكي حول الأصول الاجتماعية والسياسية لتعرية التربة. ركز مجال البيئة السياسية عبر التاريخ على الظواهر التي تحدث في العالم النامي وتؤثر عليه؛ منذ تأسيس هذا المجال، «سعت البحوث في المقام الأول إلى فهم الحركيات السياسية المحيطة بالصراعات المادية والخطابية على البيئة في العالم الثالث».
يُختار الباحثين في علم البيئة السياسية من مجموعة متنوعة من التخصصات الأكاديمية، بما في ذلك الجغرافيا وعلم الإنسان ودراسات التنمية والعلوم السياسية والاقتصاد وعلم الاجتماع وعلم التحريج والتاريخ البيئي.
تُعد بترا كيلي واحدة من الشخصيات المؤسسة لأحزاب البيئة السياسية في جميع أنحاء ألمانيا وأوروبا.